# Джума (іслам)
Джума (яум аль-джума, буквально — «день зібрання») — п’ятниця, святковий день у мусульман, день теоретично обов’язкового зібрання повнолітніх, здорових, вільних мусульман у мечеті для опівденної п’ятничної молитви (джума-намаз) та слухання проповіді (хутби)

## Історія виникнення
Виникнення особливого дня для зборів у мусульман відносять до мединського періоду життя пророка Мухаммеда. В Медині, частково населеній юдеями, п’ятниця, що передувала священному для юдеїв дню — суботі, — була традиційним базарним днем. Проведення молитовних зібрань у п’ятницю дозволяло більшості мусульман бути присутніми на них, поєднуючи свої торговельні інтереси та релігійні обов’язки. Це також сприяло пропаганді ісламу, бо значно розширювало аудиторію, до якої звертався Мухаммед.

Незважаючи на полудень — найжаркіший час доби, ці години були обрані для молитви, бо саме тоді закінчувалась торгівля (Коран, 62:9-11). Особливість джуми полягає у тому, що п’ятниця є святковим, але не обов’язково вихідним днем для мусульман

## Традиція
Відвідання мечеті для п’ятничної молитви завжди було релігійно-політичним обов’язком, засвідчувало лояльність до правителя, ім’я якого згадувалось у хутбі. Обов’язок присутності на п’ятничній молитві вплинув і на архітектуру — з’явилися спеціальні соборні мечеті (масжид аль-джума), здатні вмістити велику кількість віруючих.

П’ятничній молитві (намаз-і-джума) передує азан. Далі йдуть молитва з двох ракатів, хутба та ще одна молитва з двох ракатів.

Нині у більшості мусульманських країн п’ятниця визнана вихідним днем